# Fayette (Alabama)
Pour les articles homonymes, voir Fayette.
La ville de Fayette est le chef-lieu (siège) du  comté de Fayette, dans l'État de l'Alabama, aux États-Unis.

## Démographie
| 1880 | 1900 | 1910 | 1920  | 1930  | 1940  | 1950  | 1960  |
| ---- | ---- | ---- | ----- | ----- | ----- | ----- | ----- |
| 180  | 452  | 636  | 1 741 | 2 109 | 2 668 | 3 707 | 4 227 |

| 1970  | 1980  | 1990  | 2000  | 2010  | - | - | - |
| ----- | ----- | ----- | ----- | ----- | - | - | - |
| 4 568 | 5 287 | 4 909 | 4 922 | 4 619 | - | - | - |

## Source
- (en) Cet article est partiellement ou en totalité issu de l’article de Wikipédia en anglais intitulé « Fayette, Alabama » (voir la liste des auteurs).